# Dither

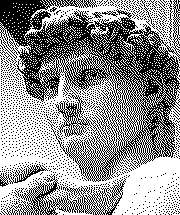
Uma imagem em escala de cinza representada em espaço preto e branco de 1 bit com matização.

Dither ou dithering é uma forma de ruído digital aplicado intencionalmente, usada para randomizar o erro de quantização, evitando padrões de grande escala. O dithering é usado rotineiramente no processamento dos dados de ambos áudio e vídeo digital e é frequentemente um dos últimos estágios de masterização em um CD.

## Na computação gráfica
Dithering, em português, no contexto de computação, significa matização. É uma técnica óptica em que se intercalam pixels de duas cores diferentes entre duas áreas adjacentes, a fim de ali se criar uma tonalidade variante dos tons dessas áreas adjacentes, assim fazendo um degradê entre elas.
O método possibilita a obtenção de tons de cores que, de outra forma, não se obteriam.
Com o emprego do método se dá a impressão de haver tons intermediários, por causa da dispersão controlada da quantidade de elementos gráficos (pixels) das duas tonalidades das quais se deseja obter o tom variante, o qual é reconhecido pelo olho humano como tal.
A matização também é usada em impressoras para produção de tons intermediários, ou meios-tons.

## No áudio digital
O dither é um ruído branco, ou seja, aleatório e de igual intensidade em diferentes frequências. É inserido no bit menos significante (o LSB, Least Significant Bit) do sinal de áudio. Esse ruído é como uma vibração constante, semelhante ao zumbido quase imperceptível do carro em movimento. Como é randômico, ele leva aleatoriedade aos sinais mais baixos do sinal, mascarando o ruído periódico criado pelos erros de quantização.